# Gaucha mauryi
Espèce
Synonymes
- Mummucia mauryi Rocha, 2001

Gaucha mauryi est une espèce de solifuges de la famille des Mummuciidae.

## Distribution
Cette espèce est endémique de Bahia au Brésil,. Elle se rencontre vers Ibiraba.

## Description
Le mâle décrit par Botero-Trujillo, Ott et Carvalho en 2017 mesure 6,25 mm et la femelle 9,00 mm.

## Étymologie
Cette espèce est nommée en l'honneur d'Emilio Antonio Maury.

## Publication originale
- Xavier & Rocha, 2001 : Autoecology and description of Mummucia mauryi (Solifugae, Mummuciidae), a new solifuge from Brazilian semi-arid caatinga. Journal of Arachnology, vol. 29, no 2, p. 127-134 (texte intégral).